# Brixen Dolomiten Marathon
Der Brixen Dolomiten Marathon ist ein Bergmarathon Südtirols, der seit 2010 Ende Juni/Anfang Juli in Brixen stattfindet. Er führt vom Domplatz auf das 1890 m höher gelegene Plose-Hochplateau (insgesamt 2400 Höhenmeter).

## Streckenverlauf
Die Strecke führt vom Domplatz (560 m) größtenteils auf Wald- und Wiesenwegen über Milland und Mellaun nach St. Andrä zum ersten Wechsel (Staffel) an der Talstation der Plosebahn (1067 m). Die zweite Teilstrecke verläuft auf Wald- und Forstwegen zum 1504 m hoch gelegenen zweiten Wechsel in Afers. Über den Höfeweg (Asphalt) geht es weiter taleinwärts, über einen Wanderweg hinauf zur Schatzerhütte und über Forst- und Wanderwege vorbei an der Rossalm bis Kreuztal zum dritten Wechsel (2070 m). Entlang der Waldgrenze führt die Strecke über den Brixner Höhenweg beinahe waagrecht durch steile Hänge bis zur Ochsenalm. Von dort geht es 3,2 km steil bergauf zum 400 m höher gelegenen Ziel auf dem Hochplateau der Plose (2450 m).
2015 gab es die Möglichkeit den K33 zu bestreiten. Es war derselbe Streckenverlauf wie beim Marathonlauf, allerdings befand sich das Ziel in Kreuztal beim dritten Staffelwechsel (33,7 km, 2100 hm).

## Statistik

### Streckenrekorde
- Männer: 3:25:28 h, Rungger Hannes (ITA), 2014
- Frauen: 4:01:08 h, Maier Michelle (GER), 2018
- Staffel Männer: 3:21:45 h, Telmekom, 2010
- Staffel Frauen: 4:00:56 h, TOP 4, 2010
- Staffel Gemischt: 3:41:57 h, Hotel Cendevaves, 2011

Zeiten von 2013 wegen Alternativstrecke nicht berücksichtigt (2060 Höhenmeter).

### Siegerliste Einzelläufer 42,195 km und K33
| Datum         | Marathon Männer    | Zeit      | Marathon Frauen      | Zeit      | Höhenmeter | K33 Männer      | Zeit      | K33 Frauen           | Zeit      | Höhenmeter |
| ------------- | ------------------ | --------- | -------------------- | --------- | ---------- | --------------- | --------- | -------------------- | --------- | ---------- |
| 6. Juli 2019  | Reiterer Andreas   | 3:38:44 h | Weissteiner Doris    | 5:06:22 h | 2450       |                 |           |                      |           |            |
| 6. Juli 2018  | Lucchese Matteo    | 3:39:15 h | Maier Michelle       | 4:01:08 h | 2450       |                 |           |                      |           |            |
| 1. Juli 2017  | Bammaarouf Tariq   | 3:39:19 h | Thaler Edeltraud     | 4:26:48 h | 2450       |                 |           |                      |           |            |
| 3. Juli 2016  | Hannes Rungger     | 3:38:48 h | Simonetta Menestrina | 4:28:52 h | 2450       |                 |           |                      |           |            |
| 27. Juni 2015 | Jonathan Wyatt     | 3:32:23 h | Edeltraud Thaler     | 4:30:16 h | 2400       | Simon Pertinger | 3:16:28 h | Natalie Niederkofler | 4:23:07 h | 2100       |
| 28. Juni 2014 | Hannes Rungger     | 3:25:28 h | Edeltraud Thaler     | 4:19:38 h | 2340       |                 |           |                      |           |            |
| 29. Juni 2013 | Thomas Niederegger | 3:11:46 h | Edeltraud Thaler     | 3:54:16 h | 2060       |                 |           |                      |           |            |
| 30. Juni 2012 | Hermann Achmüller  | 3:41:12 h | Edeltraud Thaler     | 4:12:11 h | 2340       |                 |           |                      |           |            |
| 2. Juli 2011  | Hermann Achmüller  | 3:35:40 h | Edeltraud Thaler     | 4:09:59 h | 2340       |                 |           |                      |           |            |
| 3. Juli 2010  | Hermann Achmüller  | 3:37:04 h | Irene Senfter        | 4:47:11 h | 2340       |                 |           |                      |           |            |

### Siegerliste Staffel 4 × 4
| Datum         | Staffel Männer   | Zeit      | Staffel Frauen                  | Zeit      | Staffel Gemischt    | Zeit       | Höhenmeter |
| ------------- | ---------------- | --------- | ------------------------------- | --------- | ------------------- | ---------- | ---------- |
| 6. Juli 2019  | Kofler & Rech AG | 4:03:46 h | Teldra Gampsn                   | 4:52:47 h | Forest Gams         | 3:54:48 h  | 2450       |
| 6. Juli 2018  | Plose Express    | 3:34:24 h | Jusamoti                        | 5:12:17 h | SG Romanas Boys     | 4:048:55 h | 2450       |
| 1. Juli 2017  | Leitwölfe        | 3:33:21 h | Teldra Gampsn                   | 5:10:31 h | SG Romanas Boys     | 4:04:50 h  | 2450       |
| 3. Juli 2016  | Top Runners      | 3:33:22 h | Fit & Fun                       | 4:02:52 h | WEICO               | 4:02:06 h  | 2450       |
| 27. Juni 2015 | SG Eisacktal     | 3:32:24 h | ASV Rennerclub Vinschgau        | 4:11:16 h | Hotel Cendevaves    | 3:49:40 h  | 2400       |
| 28. Juni 2014 | SG Eisacktal     | 3:32:06 h | Fullsport Meran                 | 4:51:22 h | Hotel Cendevaves    | 3:45:05 h  | 2340       |
| 29. Juni 2013 | Sportler Team    | 2:54:53 h | Die flotten Südtirolerinnen     | 3:50:56 h | Fit & Fun & friends | 3:12:47 h  | 2060       |
| 30. Juni 2012 | SG Eisacktal     | 3:26:09 h | Südtiroler Laufverein Sparkasse | 4:23:17 h | SG Eisacktal 2      | 3:42:13 h  | 2340       |
| 2. Juli 2011  | SG Eisacktal     | 3:33:58 h | Die flotten Südtirolerinnen     | 4:15:06 h | Hotel Cendevaves    | 3:41:57 h  | 2340       |
| 3. Juli 2010  | Telmekom         | 3:21:45 h | Top 4                           | 4:00:56 h | FULL SPORT          | 4:01:28 h  | 2340       |

### Siegerliste Staffel 2 × 2
| Datum        | Staffel Männer                  | Zeit      | Staffel Frauen         | Zeit      | Staffel Gemischt | Zeit      | Höhenmeter |
| ------------ | ------------------------------- | --------- | ---------------------- | --------- | ---------------- | --------- | ---------- |
| 6. Juli 2019 | Team Yusuf                      | 4:17:50 h | Voll deine Gitschn     | 5:04:48 h | LCA Hochschwab   | 4:46:04 h | 2450       |
| 6. Juli 2018 | Team Turbowadl                  | 3:36:34 h | Die Mairs              | 5:15:10 h | Hotel Cendevaves | 4:06:52 h | 2450       |
| 1. Juli 2017 | Feuertruppe                     | 4:03:01 h | Flying Woman           | 5:09:02 h | The Zweets       | 4:08:05 h | 2450       |
| 3. Juli 2016 | Südtiroler Laufverein Sparkasse | 3:56:37 h | Die Laufboutique Meran | 5:28:30 h | Hotel Cendevaves | 4:02:33 h | 2450       |

### Entwicklung der Teilnehmerzahlen
| Jahr | Männer | Frauen | Staffel 4 × 4 | Staffel 2 × 2 | K33 Männer | K33 Frauen | Ladinia Trail K28 | Dolomites Ultra Trail K81 | Womans Run | Gesamt Teilnehmer |
| ---- | ------ | ------ | ------------- | ------------- | ---------- | ---------- | ----------------- | ------------------------- | ---------- | ----------------- |
| 2019 | 384    | 94     | 54            | 40            |            |            | 95                | 70                        | 795        | 1532              |
| 2018 | 266    | 69     | 36            | 45            |            |            |                   |                           | 742        | 1311              |
| 2017 | 285    | 62     | 25            | 42            |            |            |                   |                           | 702        | 1233              |
| 2016 | 369    | 91     | 51            | 44            |            |            |                   |                           | 667        | 1419              |
| 2015 | 321    | 63     | 59            |               | 17         | 8          |                   |                           | 605        | 1250              |
| 2014 | 293    | 57     | 62            |               |            |            |                   |                           | 465        | 1063              |
| 2013 | 350    | 65     | 55            |               |            |            |                   |                           | 393        | 1028              |
| 2012 | 288    | 52     | 53            |               |            |            |                   |                           | 189        | 741               |
| 2011 | 234    | 50     | 38            |               |            |            |                   |                           |            | 436               |
| 2010 | 181    | 29     | 37            |               |            |            |                   |                           |            | 355               |